# Coalición de la Costa Este para la Tolerancia y la No Discriminación
La Coalición de Costa Del este para Tolerancia y No-Discriminación (ECC) es una organización internacional no-gubernamental y sin fines de lucro dedicada a promover la inclusión y la equidad para las minorías vulnerables. La organización ejecuta proyectos de equidad social y campañas de promoción legislativa. Fundado en Nueva York, ECC ha encima 3,000 miembros y voluntarios de 15 universidades en América del Norte.

## Proyectos e impacto

### Iniciativa de defensa de las minorías
En marzo de 2020, ECC lanzó la Iniciativa de Defensa de las Minorías para ayudar a las minorías vulnerables en medio de la pandemia de COVID-19. ECC se asoció con Asia Society, una institución de Rockefeller, para realizar el foro "Stand Against Racism in the Time of COVID" que presenta al alcalde de Los Ángeles Eric Garcetti, el congresista Ted Lieu, presentadores de CNN Van Jones y Lisa Ling, el reconocido cantante Wang Leehom, actor Tzi Ma y el presidente de la ECC, Bincheng Mao. Al mes siguiente, ECC fue nombrada receptora de la Beca de Impacto Social de la NYU y el Premio Anual de Servicio Global por crear una red global al servicio de los vulnerables.
De marzo a julio de 2020, ECC recaudó y donó $ 30,000 en equipo de protección personal (PPE) a hospitales de primera línea que prestan servicios a comunidades vulnerables, como el Hospital Yale-New Haven, la Cruz Roja Italiana, la Cruz Roja Japonesa; El sitio web de la Universidad de Yale y "On the Frontlines" de NYU presentaron este esfuerzo.